# Précy-sur-Vrin
Précy-sur-Vrin és un municipi francès, situat al departament del Yonne i a la regió de Borgonya - Franc Comtat. L'any 2007 tenia 486 habitants.

## Demografia

### Població
El 2007 la població de fet de Précy-sur-Vrin era de 486 persones. Hi havia 203 famílies, de les quals 57 eren unipersonals (37 homes vivint sols i 20 dones vivint soles), 61 parelles sense fills, 69 parelles amb fills i 16 famílies monoparentals amb fills.
La població ha evolucionat segons el següent gràfic:
Habitants censats

### Habitatges
El 2007 hi havia 274 habitatges, 205 eren l'habitatge principal de la família, 53 eren segones residències i 16 estaven desocupats. 268 eren cases i 2 eren apartaments. Dels 205 habitatges principals, 173 estaven ocupats pels seus propietaris, 20 estaven llogats i ocupats pels llogaters i 11 estaven cedits a títol gratuït; 3 tenien una cambra, 15 en tenien dues, 31 en tenien tres, 55 en tenien quatre i 101 en tenien cinc o més. 114 habitatges disposaven pel capbaix d'una plaça de pàrquing. A 81 habitatges hi havia un automòbil i a 105 n'hi havia dos o més.

### Piràmide de població
La piràmide de població per edats i sexe el 2009 era:
| Homes | Edats   | Dones |
| ----- | ------- | ----- |
| 0     | 95 o +  | 0     |
| 0     | 90 a 94 | 0     |
| 4     | 85 a 89 | 0     |
| 4     | 80 a 84 | 8     |
| 12    | 75 a 79 | 20    |
| 16    | 70 a 74 | 12    |
| 24    | 65 a 69 | 16    |
| 20    | 60 a 64 | 16    |
| 8     | 55 a 59 | 8     |
| 20    | 50 a 54 | 16    |
| 8     | 45 a 49 | 8     |
| 16    | 40 a 44 | 28    |
| 20    | 35 a 39 | 4     |
| 12    | 30 a 34 | 20    |
| 4     | 25 a 29 | 8     |
| 16    | 20 a 24 | 8     |
| 8     | 15 a 19 | 16    |
| 12    | 10 a 14 | 32    |
| 8     | 5 a 9   | 12    |
| 4     | 0 a 4   | 4     |

## Economia
El 2007 la població en edat de treballar era de 281 persones, 222 eren actives i 59 eren inactives. De les 222 persones actives 200 estaven ocupades (108 homes i 92 dones) i 22 estaven aturades (9 homes i 13 dones). De les 59 persones inactives 21 estaven jubilades, 18 estaven estudiant i 20 estaven classificades com a «altres inactius».

### Ingressos
El 2009 a Précy-sur-Vrin hi havia 204 unitats fiscals que integraven 490,5 persones, la mediana anual d'ingressos fiscals per persona era de 19.051 €.

### Activitats econòmiques
Dels 23 establiments que hi havia el 2007, 1 era d'una empresa alimentària, 1 d'una empresa de fabricació d'altres productes industrials, 6 d'empreses de construcció, 6 d'empreses de comerç i reparació d'automòbils, 1 d'una empresa de transport, 4 d'empreses d'hostatgeria i restauració, 3 d'empreses immobiliàries i 1 d'una empresa de serveis.
Dels 5 establiments de servei als particulars que hi havia el 2009, 1 era un taller de reparació d'automòbils i de material agrícola, 1 paleta, 2 fusteries i 1 electricista.
L'únic establiment comercial que hi havia el 2009 era una fleca.
L'any 2000 a Précy-sur-Vrin hi havia 13 explotacions agrícoles.

## Equipaments sanitaris i escolars
El 2009 hi havia una escola maternal integrada dins d'un grup escolar amb les comunes properes formant una escola dispersa.

## Poblacions més properes
El següent diagrama mostra les poblacions més properes.